# Cauchemar
Cauchemar és una pel·lícula francesa del 1981 escrita i dirigida per Noël Simsolo.

## Sinopsi
En un bar, una misteriosa jove substitueix al pianista habitual. El públic queda impressionat pel seu talent fins al punt que alguns creuen reconèixer la famosa concertista Magdalena Schneider que va morir després de ser objecte de terribles acusacions.

## Repartiment
- Béatrice Bruno: Magdalena Schneider
- Pierre Clémenti: Victor
- Hélène Surgère: Barbra
- Philippe Chemin : Wernert Schneider
- André Thorent: Ugo
- Marie-Georges Pascal: Lydia
- Stéphane Shandor : Grégory Friedman
- Lino Léonardi: Raymond, el pianista
- Monique Morelli: Nana, la cantant
- René Andreani : Pierrot, l'amo del bar
- Patrick Morelli : Ferdinand
- Monique Mélinand: Gelinotte
- Dominique Erlanger: Clara
- Chantal Delsaux : la dona de l'erm
- Danièle Dubroux: la dona del banc
- Jean Narboni
- Marie-Christine Dara